# Barrage de Fergoug
Koordinaten: 35° 31′ 18,2″ N, 0° 2′ 46,1″ O

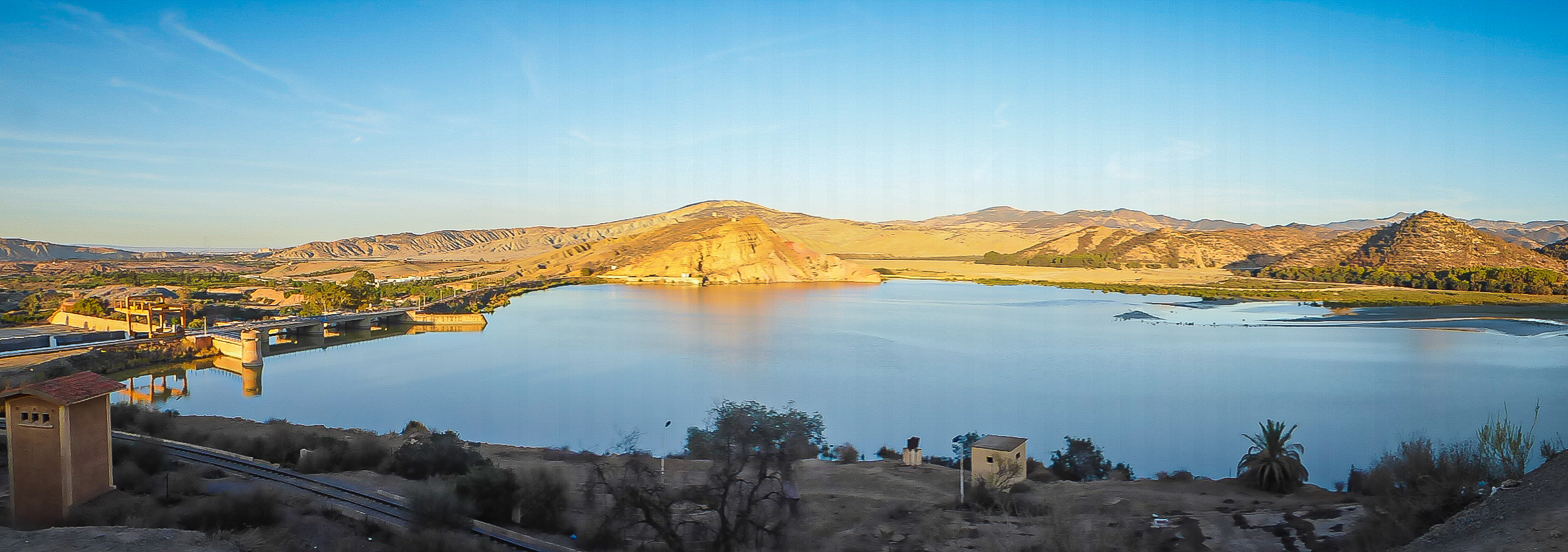
Barrage de Fergoug

Die Barrage de Fergoug (auch Barrage de l'Oued Fergoug oder Barrage de l'Habra) ist eine mehrfach zerstörte und wieder aufgebaute Talsperre bei Mohammadia (früher Perrégaux)n der Provinz Muaskar in Algerien. Bei einem Mauerbruch am 15. Dezember 1881 gab es ca. 250 Todesopfer.

## Erste Staumauer
Die erste Staumauer wurde von 1865 bis 1873 am Fluss l'Habra gebaut. Sie versagte bereits während der Bauzeit am 10. März 1872 zum ersten Mal, wobei es keine Toten gab. Es entstand eine Bresche von 55 mal 12 m.
Nach Fertigstellung handelte es sich um eine 36 m hohe und 316 m lange Gewichtsstaumauer aus Mauerwerk mit einer weiteren Mauer an der rechten Seite und einem 125 Meter breiten Überlauf. Das Volumen des Stausees wird in den Quellen mit 30 oder 36 Millionen m³ angegeben. Die größte Höhe über der Gründung betrug 43 m. Konstrukteur war der Ingenieur M. Barrelier.
Das Baumaterial wurde aus ökonomischen Gründen in der Nähe gewonnen. Jedoch waren die Materialien von schlechter Qualität; unter anderem war der Sandstein wasserdurchlässig und der Zement enthielt treibenden Kalk. Demzufolge war das Mauerwerk porös und nicht wasserdicht. Bei der ersten Füllung sickerte das Wasser durch die Mauer wie durch einen großen Filter. Dennoch hielt die Staumauer acht Jahre den Belastungen stand.
Mitte Dezember 1881 gab es ein ungewöhnlich starkes Unwetter, bei dem in kurzer Zeit Niederschläge von ca. 170 mm fielen. Die Mauer wurde von Wassermengen von 850 m³/s überströmt. Nach aller Wahrscheinlichkeit flossen 98 Millionen m³ Wasser in einer Nacht über die Mauerkrone. Die Höhe des Wasserspiegels über der Krone wurde auf 3,9 m berechnet. Diese Überströmung allein hätte die Mauer nicht notwendigerweise zum Gleiten gebracht, aber die Druckspannungen auf der Luftseite wurden durch das minderwertige Baumaterial und die damit verbundene unzulängliche Statik zu groß. In Folge brach die Mauer auf einer Länge von 125 m. Durch die Flutwelle kamen zwischen 200 und 250 Menschen um (andere Schätzungen sprachen von insgesamt 350–400); des Weiteren wurde eine Vielzahl von Häusern, Brücken und Eisenbahngleisen zerstört. Die erst 1858 gegründete Stadt Perrégaux wurde durch Überflutung zerstört. Über die Barrage wurde damals berichtet:

„Die Barrage der Habra, welche jetzt zu, so unheilvoller Berühmtheit gelangt, ist die großartigste in Algerien. […] Eine cyklopische Mauer von 478 Meter Länge und 40 Meter Höhe sperrt das Thal kurz unterhalb der Stelle, wo der Ued el Hamman und der Ued Fergun sich vereinigen und den Namen Habra annehmen. Sieben Kilometer weit erstreckt sich der künstliche See in jedes der beiden Thäler; er dringt außerdem noch vier Kilometer weit in ein drittes, weiter oberhalb gelegenes Thal, das von Taurzut, ein. Nicht weniger als 14 Millionen Kubikmeter beträgt die Wassermasse, welche sich im Laufe des Winters hier ansammelt. Um dem ungeheuren Druck widerstehen zu können, hat die Mauer eine Dicke von 39 Metern; sie hat sich trotzdem jetzt zu schwach erwiesen. Ihre Schleusen-Einrichtungen gelten als Meisterwerke der Ingenieurkunst, ein Mann reichte hin, um sie zu bedienen. Die Kosten des Baues beliefen sich auf mehr als vier Millionen Francs.“

In der Folge wurde spekuliert, es handele sich um den „erste[n] Fall, bei dem die ungenügende Dimensionirung die Ursache der Zerstörung bildet. Die bisher bekannt gewordenen Damm- und Mauerbrüche konnten wo[h]l auf Undichtheit des Wehrkörpers oder auf zweckwidrige Herstellung zurückgeführt werden, nie jedoch auf Constructionsmängel.“ Andere Quellen vertraten die Meinung, die Reservoirmauer sei „nach allen Regeln der Kunst erstellt worden“.

## Zweite Staumauer
Die Staumauer wurde von 1883 bis 1885 mit Kosten von 1,3 Millionen Francs wieder aufgebaut; der Querschnitt wurde dabei verändert. Die Gesamtbreite betrug 478 Meter. Trotz größerer Abmessungen wird die Kapazität des Stausees nur noch auf 14 Millionen m³ geschätzt.  
Diese Mauer brach am 26. November 1927 nach etwa einer Woche langen starken Regenfällen. Obwohl die Ablassventile vollständig geöffnet wurden, stieg der Wasserpegel weiter an, bis die Mauer auf einer Breite von 200 Metern zusammenbrach. Wiederum war auch Perrégaux betroffen, wo unter anderem 50 Häuser und die Eisenbahnbrücke zerstört wurden. Weil es 45 Minuten zuvor Warnungen vor dem Dammbruch gab und die Bevölkerung fliehen konnte, kamen dort keine Menschen ums Leben. Ein Ingenieur warnte telefonisch den Bürgermeister von Perrégaux, der die Kirchenglocken läuten ließ. Außerhalb Perrégaux gab es jedoch erneut Todesopfer.

## Dritte Staumauer
Erst 1970 wurde die Staumauer erneut aufgebaut. Der Stausee fasste nach ihrer Fertigstellung 17 Millionen m³; die Kapazität sank jedoch aufgrund von Verschlammung rasch und betrug 1977 nur noch weniger als 10 Millionen m³.
1986 wurden durch Baggerarbeiten etwa 10 Millionen m³ Schlamm entfernt, was erhebliche Umweltauswirkungen hatte.
Dennoch verlandet der Stausee weiter, was zuletzt 2020 nach Engpässen in der Wasserversorgung zu Protesten der Landwirte führte.